# Mélissa Antunes
Mélissa Antunes (* 8. Januar 1990 in Montreal) ist eine ehemalige portugiesische Fußballspielerin.

## Karriere

### Vereine
Antunes, in Kanada geboren und als Kind nach Portugal gelangt, begann im Alter von acht Jahren in der Fußballschule Fair-play mit dem Fußballspielen, nachdem ihre Eltern sie dort angemeldet hatten. Im weiteren Verlauf gelangte sie in die Jugendabteilung des Merelinense FC, den sie im Alter von 14 Jahren verließ, da es nach den Sportrichtlinien nicht erlaubt war gemeinsam mit Jungen den Sport auszuüben, und aufgrund der mangelnden Ausbildung im Frauenfußball. Von 2005 bis 2016 widmete sie sich ausschließlich dem Futsal in unterschiedlichen Vereinen; im weiteren Verlauf empfahl sie sich der Futsal-Nationalmannschaft Portugals.
Im Dezember 2016 unterbreitete Sporting Braga ihr einen Lizenzspielervertrag, den sie annahm und ihren Futsal-Sport beendete. Sie kam in der Rückrunde der Saison 2016/17 bis zum Saisonende 2017/18 in insgesamt 29 Punktspielen in der Primeira Divisão zum Einsatz, in denen sie 15 Tore erzielte.

### Nationalmannschaft
Antunes debütierte als Nationalspielerin in der Nachwuchsnationalmannschaft des FPF in der Altersklasse U19, die am 26. September 2006 in Istanbul im ersten Spiel der EM-Qualifikationsgruppe 6 mit 1:3 gegen die U19-Nationalmannschaft Ungarns verlor. Mit den beiden nachfolgenden EM-Qualifikationsspielen gegen die U19-Nationalmannschaften der Türkei und der Schweiz, die 0:0 und 2:2 endeten, qualifizierte sie sich mit ihrer Mannschaft für die 2. Qualifikationsrunde im April 2007. Auch in dieser bestritt sie alle drei Spiele der Gruppe B (0:1 vs. Irland, 0:5 vs. Frankreich und 3:3 vs. Niederlande). Für die anstehenden U19-Europameisterschaften 2008 und 2009 kam sie jeweils in den Gruppen 1 in jeweils drei Spielen zum Einsatz. Am 31. Januar 2007 erzielte beim 4:0-Sieg sie in der Freundschaftsbegegnung mit der U19-Nationalmannschaft Rumäniens mit den Treffern zum 1:0 und 4:0 in der zehnten und 88. Minute ihre ersten beiden Länderspieltore.
Für die A-Nationalmannschaft bestritt sie in einem Zeitraum von elf Jahren 32 Länderspiele. Ihr Debüt hatte sie am 30. Januar 2008 in Mafra beim 1:1-Unentschieden gegen die Nationalmannschaft Wales’. Für die anstehende Europameisterschaft 2009 kam sie im vierten und fünften Spiel der Qualifikationsgruppe 5 am 11. und 16. Februar 2008 (jeweils 0:1 vs. Slowakei und Ukraine) zum Einsatz. Für die anstehende Europameisterschaft 2013 kam sie in allen acht Spielen der Qualifikationsgruppe 7 zum Einsatz; im fünften EM-Qualifikationsspiel am 15. Februar 2012 in Cartaxo beim 6:0-Sieg über die Nationalmannschaft Armeniens erzielte sie mit dem Treffer zum 5:0 in der 62. Minute ihr einziges A-Länderspieltor.
Sie kam mit ihrer Mannschaft im Turnier um den Algarve-Cup 2012 in allen drei Spielen der Gruppe C und im anschließenden Spiel um Platz 9 zum Einsatz. Nach einer Zeit von fast viereinhalb Jahren ohne A-Länderspiel, trat sie 2017 erneut im Turnier um den Algarve-Cup in Erscheinung. Mit dem zweiten und dritten Spiel der Gruppe A und dem Spiel um Platz 11 endete ihr zweites Turnier. Nach zwei in Freundschaft ausgetragenen Länderspielen im Juni nahm sie mit der Mannschaft das erste Mal an einer Europameisterschaft teil. Sie wurde im ersten und dritten Spiel der Gruppe D eingesetzt und schied mit ihrer Mannschaft als Letztplatzierter aus dem Turnier aus. Im Jahr 2018 bestritt sie ihre letzten vier Länderspiele, letztmalig am 5. März beim 2:0-Sieg im Freundschaftsspiel gegen die Nationalmannschaft Norwegens in Faro.

## Sonstiges
Antunes, die bereits in der Kindheit mit Futsal in Berührung kam und den Sport in Portugal ausübte, kam im weiteren Verlauf – parallel zur Fußballnationalmannschaft – auch für die Portugiesische Futsal-Nationalmannschaft vom 5. Dezember 2011 bis zum 10. Dezember 2016 in 44 Länderspielen (einschließlich ihrer sechs WM-Teilnahmen) zum Einsatz, in denen sie 30 Tore erzielte. Den Sport übte sie seit der Vertragsunterbreitung von Sporting Braga im Dezember 2016 nicht mehr aus. Erst in der Saison 2024/25, dem Associação Rede Jovem de Mogege (Verein Mogege Youth Network) beigetreten, trat sie in dieser Sportart erneut in Erscheinung.